# Tournoi masculin de basket-ball à trois aux Jeux olympiques d'été de 2024
Cet article traite de l'épreuve masculine. Pour la compétition féminine, voir Tournoi féminin de basket-ball à trois aux Jeux olympiques d'été de 2024.
Cet article traite de l'épreuve de basket-ball à trois. Pour la compétition à cinq, voir Tournoi masculin de basket-ball aux Jeux olympiques d'été de 2024.
Navigation
Tokyo 2020 Los Angeles 2028
Le tournoi masculin de basket-ball à trois aux Jeux olympiques d'été de 2024 se déroule du 30 juillet au 5 août 2024 sur la place de la Concorde à Paris, en France. La compétition se tient dans une enceinte temporaire installée en plein cœur de Paris dont l’ambiance est régulièrement soulignée par les observateurs pour son caractère festif et urbain. Il s'agit de la deuxième édition de ce tournoi dans l'histoire des Jeux olympiques après son introduction lors des Jeux de Tokyo en 2021.
La compétition réunit huit équipes nationales, chacune composée de quatre joueurs, qui s'affrontent dans un groupe unique lors du premier tour, au terme duquel les six premières nations accèdent à la phase à élimination directe.
Contrairement à l'équipe féminine automatiquement qualifiée en tant que pays hôte, l'équipe de France masculine décroche sa participation à l’issue du dernier tournoi de qualification olympique. Elle réalise un parcours remarqué en éliminant successivement deux favoris de la compétition : la Serbie en quart de finale, puis la Lettonie en demi-finale, avant de s'incliner en finale face aux Pays-Bas sur le score de 18 à 17 après prolongation. La Lituanie complète le podium en décrochant la médaille de bronze. Il s'agit d'un podium inédit, aucune de ces trois équipes n'ayant obtenu de médaille lors de la première édition du tournoi disputée à Tokyo en 2021.
À l’issue du tournoi, la FIBA désigne une équipe-type composée du Néerlandais Worthy de Jong, élu meilleur joueur du tournoi, du Français Lucas Dussoulier et du Lituanien Aurelijus Pukelis.

## Préparation de l'évènement

### Désignation du pays hôte
La commission exécutive du Comité international olympique a sélectionné en décembre 2016 deux villes candidates officielles parmi une liste de cinq villes postulant à la candidature. Les deux villes retenues (Los Angeles et Paris) ont alors entamé la deuxième phase de la procédure.
À l'issue de celle-ci, le 13 septembre 2017 à Lima, au Pérou, après avoir étudié les dossiers de chaque ville, le jury décide, en raison de la qualité des deux candidatures, de désigner Paris comme ville hôte des Jeux olympiques de 2024 et Los Angeles pour ceux de 2028.

### Site des compétitions

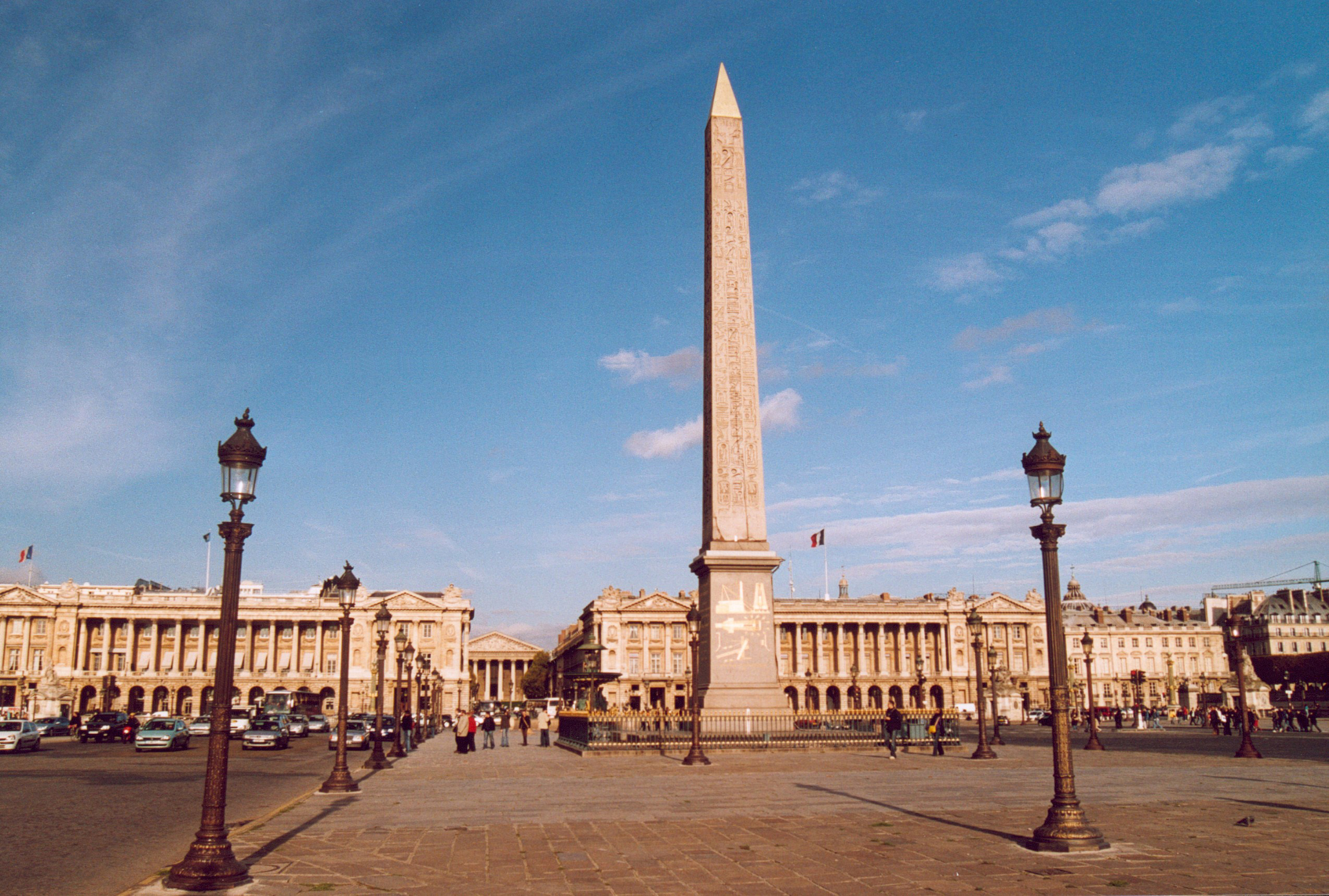
Vue générale de la place de la Concorde.

Le tournoi de basket-ball à trois se déroule au sein du parc urbain de la Concorde, sur la place de la Concorde, au cœur de Paris. Le site accueille également les compétitions de BMX freestyle, de skateboard et de breakdance.

### Calendrier
Le tournoi masculin de basket-ball à trois des Jeux olympiques de 2024 débute au début de la première semaine olympique et se déroule du mardi 30 juillet au lundi 5 août 2024.
- P : Premier tour
- ¼ : Quarts de finale
- ½ : Demi-finales
- F : Finales

| Date (août) →    |    |    |     |   |   |   |   |   |   |
| Date (août) →    | 30 | 31 | 1er | 2 | 3 | 4 | 4 | 5 | 5 |
| Épreuve ↓        | 30 | 31 | 1er | 2 | 3 | 4 | 4 | 5 | 5 |
| ---------------- | -- | -- | --- | - | - | - | - | - | - |
| Tournoi masculin | P  | P  | P   | P |   | P | ¼ | ½ | F |

## Acteurs du tournoi

### Équipes qualifiées
La France n'est pas qualifié d'office pour ce tournoi et doit passer par les qualifications.
| Compétition                                                | Date              | Lieu                 | Places | Qualifiés               |
| ---------------------------------------------------------- | ----------------- | -------------------- | ------ | ----------------------- |
| Classement mondial de la FIBA                              | 1er novembre 2023 | -                    | 3      | Serbie États-Unis Chine |
| Tournoi de qualification olympique pour l'universalité n°1 | 12-14 avril 2024  | Hong Kong, Hong Kong | 1      | Lettonie                |
| Tournoi de qualification olympique pour l'universalité n°2 | 3-5 mai 2024      | Utsunomiya, Japon    | 1      | Pays-Bas                |
| Tournoi de qualification olympique                         | 16-19 mai 2024    | Debrecen, Hongrie    | 3      | France Lituanie Pologne |
| Total                                                      | Total             | Total                | 8      |                         |

### Joueurs
Chaque nation participante doit présenter un effectif de 4 joueurs. Parmi eux, au moins deux doivent être dans leur top 10 national. Tous les joueurs doivent avoir au minimum 18 ans au début de la compétition.
| Chine                                      | États-Unis                                                             | France                                                        | Lettonie                                                  | Lituanie                                                              | Pays-Bas                                                      | Pologne                                                                 | Serbie                                                                            |
| Lu Wenbo Zhang Ning Zhao Jiaren Zhu Yuanbo | Canyon Barry (en) Jimmer Fredette Kareem Maddox (en) Dylan Travis (en) | Lucas Dussoulier Jules Rambaut Franck Seguela Timothé Vergiat | Kārlis Lasmanis Nauris Miezis Zigmārs Raimo Francis Lācis | Evaldas Džiaugys Gintautas Matulis Aurelijus Pukelis Šarūnas Vingelis | Worthy de Jong Arvin Slagter Jan Driessen Dimeo van der Horst | Adrian Bogucki (en) Filip Matczak Michał Sokołowski Przemysław Zamojski | Strahinja Stojačić (en) Dejan Majstorović (en) Mihailo Vasić (en) Marko Branković |

### Arbitres
| - SUI Éric Bertrand - FRA Najib Chajiddine - HUN Brigitta Csabai-Kaskötő | - ROU Vlad Ghizdareanu - HKG Edmond Ho - USA Deanna Jackson | - SRB Jasmina Juras - KOR Kim Ga-in - POL Marek Maliszewski | - SUI Markos Michaelides - CHN Shi Qirong |

## Compétition

### Format de la compétition
Les huit équipes sont réunies en une poule unique. Chaque équipe rencontre les sept autres une fois. À la fin des matchs de poule, les six meilleures équipes se qualifient pour le tournoi final à élimination directe : les deux premières équipes pour les demi-finales, les quatre suivantes jouent des quarts de finale.

### Premier tour

#### Classement
- en gras, qualifié pour les demi-finales
- en italique, qualifié pour les quarts de finale

| Rang | Équipe             | %   | J | G | P | Pp  | Moy. |
| ---- | ------------------ | --- | - | - | - | --- | ---- |
| 1    | Lettonie           | 100 | 7 | 7 | 0 | 150 | 21,4 |
| 2    | Pays-Bas           | 71  | 7 | 5 | 2 | 133 | 19   |
| 3    | Lituanie (1v-0d)   | 57  | 7 | 4 | 3 | 134 | 19,1 |
| 4    | Serbie (0v-1d)     | 57  | 7 | 4 | 3 | 129 | 18,4 |
| 5    | France             | 43  | 7 | 3 | 4 | 131 | 18,7 |
| 6    | Pologne (1v-0d)    | 29  | 7 | 2 | 5 | 116 | 16,6 |
| 7    | États-Unis (0v-1d) | 29  | 7 | 2 | 5 | 116 | 16,6 |
| 8    | Chine              | 14  | 7 | 1 | 6 | 107 | 15,3 |

#### Matchs
| 30 juillet 2024 18 h 35 (UTC+02:00) | Rapport | Lettonie         | 21–14  | Lituanie             |  | Parc urbain de la Concorde, Paris Arbitres : Marek Maliszewski, Jasmina Juras |
| 30 juillet 2024 18 h 35 (UTC+02:00) | Rapport | Nauris Miezis, 9 | Points | Aurelijus Pukelis, 8 |  | Parc urbain de la Concorde, Paris Arbitres : Marek Maliszewski, Jasmina Juras |

| 30 juillet 2024 19 h 05 (UTC+02:00) | Rapport | Chine         | 16–21  | Pays-Bas          |  | Parc urbain de la Concorde, Paris Arbitres : Markos Michaelides, Najib Chajiddine |
| 30 juillet 2024 19 h 05 (UTC+02:00) | Rapport | Zhang Ning, 7 | Points | Worthy de Jong, 9 |  | Parc urbain de la Concorde, Paris Arbitres : Markos Michaelides, Najib Chajiddine |

| 30 juillet 2024 22 h 05 (UTC+02:00) | Rapport | Pologne              | 19–21  | France              |  | Parc urbain de la Concorde, Paris Arbitres : Brigitta Csabai-Kaskötő, Vlad Ghizdareanu |
| 30 juillet 2024 22 h 05 (UTC+02:00) | Rapport | Zamojski, Bogucki, 6 | Points | Lucas Dussoulier, 9 |  | Parc urbain de la Concorde, Paris Arbitres : Brigitta Csabai-Kaskötő, Vlad Ghizdareanu |

| 30 juillet 2024 22 h 35 (UTC+02:00) | Rapport | Serbie             | 22–14  | États-Unis       |  | Parc urbain de la Concorde, Paris Arbitres : Vlad Ghizdareanu, Edmond Ho |
| 30 juillet 2024 22 h 35 (UTC+02:00) | Rapport | Marko Branković, 8 | Points | Kareem Maddox, 6 |  | Parc urbain de la Concorde, Paris Arbitres : Vlad Ghizdareanu, Edmond Ho |

| 31 juillet 2024 18 h 35 (UTC+02:00) | Rapport | Lettonie           | 21–12  | Pays-Bas          |  | Parc urbain de la Concorde, Paris Arbitres : Brigitta Csabai-Kaskötő, Deanna Jackson |
| 31 juillet 2024 18 h 35 (UTC+02:00) | Rapport | Kārlis Lasmanis, 8 | Points | Worthy de Jong, 7 |  | Parc urbain de la Concorde, Paris Arbitres : Brigitta Csabai-Kaskötő, Deanna Jackson |

| 31 juillet 2024 19 h 05 (UTC+02:00) | Rapport | Serbie               | 15–21  | Chine          |  | Parc urbain de la Concorde, Paris Arbitres : Markos Michaelides, Dorothy Okatch |
| 31 juillet 2024 19 h 05 (UTC+02:00) | Rapport | Dejan Majstorović, 7 | Points | Zhang Ning, 11 |  | Parc urbain de la Concorde, Paris Arbitres : Markos Michaelides, Dorothy Okatch |

| 31 juillet 2024 22 h 05 (UTC+02:00) | Rapport | Lituanie             | 20–21  | France           |  | Parc urbain de la Concorde, Paris Arbitres : Edmond Ho, Shi Qirong |
| 31 juillet 2024 22 h 05 (UTC+02:00) | Rapport | Pukelis, Džiaugys, 7 | Points | Jules Rambaut, 9 |  | Parc urbain de la Concorde, Paris Arbitres : Edmond Ho, Shi Qirong |

| 31 juillet 2024 22 h 35 (UTC+02:00) | Rapport | États-Unis       | 17–19  | Pologne           |  | Parc urbain de la Concorde, Paris Arbitres : Jasmina Juras, Vlad Ghizdareanu |
| 31 juillet 2024 22 h 35 (UTC+02:00) | Rapport | Barry, Travis, 6 | Points | Adrian Bogucki, 7 |  | Parc urbain de la Concorde, Paris Arbitres : Jasmina Juras, Vlad Ghizdareanu |

| 1er août 2024 10 h 05 (UTC+02:00) | Rapport | Pays-Bas                  | 19–21  | Serbie             |  | Parc urbain de la Concorde, Paris Arbitres : Markos Michaelides, Brigitta Csabai-Kaskötő |
| 1er août 2024 10 h 05 (UTC+02:00) | Rapport | Van der Horst, De Jong, 8 | Points | Marko Brankovic, 9 |  | Parc urbain de la Concorde, Paris Arbitres : Markos Michaelides, Brigitta Csabai-Kaskötő |

| 1er août 2024 10 h 35 (UTC+02:00) | Rapport | Chine         | 8–22   | Lettonie         |  | Parc urbain de la Concorde, Paris Arbitres : Jasmina Juras, Deanna Jackson |
| 1er août 2024 10 h 35 (UTC+02:00) | Rapport | Zhang Ning, 6 | Points | Francis Lācis, 8 |  | Parc urbain de la Concorde, Paris Arbitres : Jasmina Juras, Deanna Jackson |

| 1er août 2024 13 h 25 (UTC+02:00) | Rapport | Lituanie             | 21–12  | Pologne           |  | Parc urbain de la Concorde, Paris Arbitres : Markos Michaelides, Deanna Jackson |
| 1er août 2024 13 h 25 (UTC+02:00) | Rapport | Evaldas Džiaugys, 10 | Points | Adrian Bogucki, 6 |  | Parc urbain de la Concorde, Paris Arbitres : Markos Michaelides, Deanna Jackson |

| 1er août 2024 14 h 05 (UTC+02:00) | Rapport | Pays-Bas               | 20–13  | France              |  | Parc urbain de la Concorde, Paris Arbitres : Jasmina Juras, Brigitta Csabai-Kaskötő |
| 1er août 2024 14 h 05 (UTC+02:00) | Rapport | Dimeo van der Horst, 8 | Points | Lucas Dussoulier, 6 |  | Parc urbain de la Concorde, Paris Arbitres : Jasmina Juras, Brigitta Csabai-Kaskötő |

| 1er août 2024 19 h 05 (UTC+02:00) | Rapport | États-Unis      | 18–20  | Lituanie             |  | Parc urbain de la Concorde, Paris Arbitres : Najib Chajiddine, Edmond Ho |
| 1er août 2024 19 h 05 (UTC+02:00) | Rapport | Canyon Barry, 9 | Points | Aurelijus Pukelis, 7 |  | Parc urbain de la Concorde, Paris Arbitres : Najib Chajiddine, Edmond Ho |

| 1er août 2024 19 h 35 (UTC+02:00) | Rapport | Chine         | 17–22  | Pologne                |  | Parc urbain de la Concorde, Paris Arbitres : Najib Chajiddine, Vlad Ghizdareanu |
| 1er août 2024 19 h 35 (UTC+02:00) | Rapport | Zhang Ning, 9 | Points | Przemysław Zamojski, 9 |  | Parc urbain de la Concorde, Paris Arbitres : Najib Chajiddine, Vlad Ghizdareanu |

| 1er août 2024 22 h 35 (UTC+02:00) | Rapport | Serbie               | 19–16  | France            |  | Parc urbain de la Concorde, Paris Arbitres : Marek Maliszewski, Edmond Ho |
| 1er août 2024 22 h 35 (UTC+02:00) | Rapport | Dejan Majstorović, 9 | Points | Franck Seguela, 7 |  | Parc urbain de la Concorde, Paris Arbitres : Marek Maliszewski, Edmond Ho |

| 1er août 2024 23 h 05 (UTC+02:00) | Rapport | États-Unis       | 19–21  | Lettonie          |  | Parc urbain de la Concorde, Paris Arbitres : Najib Chajiddine, Vlad Ghizdareanu |
| 1er août 2024 23 h 05 (UTC+02:00) | Rapport | Canyon Barry, 10 | Points | Nauris Miezis, 10 |  | Parc urbain de la Concorde, Paris Arbitres : Najib Chajiddine, Vlad Ghizdareanu |

| 2 août 2024 10 h 05 (UTC+02:00) | Rapport | Lituanie            | 21–16  | Chine          |  | Parc urbain de la Concorde, Paris Arbitres : Marek Maliszewski, Brigitta Csabai-Kaskötő |
| 2 août 2024 10 h 05 (UTC+02:00) | Rapport | Evaldas Džiaugys, 9 | Points | Zhao Jiaren, 6 |  | Parc urbain de la Concorde, Paris Arbitres : Marek Maliszewski, Brigitta Csabai-Kaskötő |

| 2 août 2024 10 h 35 (UTC+02:00) | Rapport | Pologne                | 17–21  | Pays-Bas                           |  | Parc urbain de la Concorde, Paris Arbitres : Jasmina Juras, Deanna Jackson |
| 2 août 2024 10 h 35 (UTC+02:00) | Rapport | Przemysław Zamojski, 8 | Points | Van der Horst, Slagter, De Jong, 6 |  | Parc urbain de la Concorde, Paris Arbitres : Jasmina Juras, Deanna Jackson |

| 2 août 2024 13 h 25 (UTC+02:00) | Rapport | Pays-Bas          | 19–18  | Lituanie             |  | Parc urbain de la Concorde, Paris Arbitres : Jasmina Juras, Deanna Jackson |
| 2 août 2024 13 h 25 (UTC+02:00) | Rapport | Worthy de Jong, 6 | Points | Aurelijus Pukelis, 7 |  | Parc urbain de la Concorde, Paris Arbitres : Jasmina Juras, Deanna Jackson |

| 2 août 2024 14 h 05 (UTC+02:00) | Rapport | France             | 20–22  | Lettonie          |  | Parc urbain de la Concorde, Paris Arbitres : Marek Maliszewski, Brigitta Csabai-Kaskötő |
| 2 août 2024 14 h 05 (UTC+02:00) | Rapport | Franck Seguela, 10 | Points | Nauris Miezis, 10 |  | Parc urbain de la Concorde, Paris Arbitres : Marek Maliszewski, Brigitta Csabai-Kaskötő |

| 2 août 2024 18 h 35 (UTC+02:00) | Rapport | France            | 19–21  | États-Unis       |  | Parc urbain de la Concorde, Paris Arbitres : Edmond Ho, Shi Qirong |
| 2 août 2024 18 h 35 (UTC+02:00) | Rapport | Franck Seguela, 7 | Points | Canyon Barry, 16 |  | Parc urbain de la Concorde, Paris Arbitres : Edmond Ho, Shi Qirong |

| 2 août 2024 19 h 05 (UTC+02:00) | Rapport | Lettonie           | 21–14  | Serbie               |  | Parc urbain de la Concorde, Paris Arbitres : Markos Michaelides, Vlad Ghizdareanu |
| 2 août 2024 19 h 05 (UTC+02:00) | Rapport | Lācis, Lasmanis, 8 | Points | Dejan Majstorović, 7 |  | Parc urbain de la Concorde, Paris Arbitres : Markos Michaelides, Vlad Ghizdareanu |

| 2 août 2024 22 h 05 (UTC+02:00) | Rapport | Serbie               | 21–12  | Pologne           |  | Parc urbain de la Concorde, Paris Arbitres : Najib Chajiddine, Edmond Ho |
| 2 août 2024 22 h 05 (UTC+02:00) | Rapport | Dejan Majstorović, 7 | Points | Adrian Bogucki, 6 |  | Parc urbain de la Concorde, Paris Arbitres : Najib Chajiddine, Edmond Ho |

| 2 août 2024 22 h 35 (UTC+02:00) | Rapport | Chine          | 17–21  | États-Unis       |  | Parc urbain de la Concorde, Paris Arbitres : Vlad Ghizdareanu, Kim Ga-in |
| 2 août 2024 22 h 35 (UTC+02:00) | Rapport | Zhao Jiaren, 9 | Points | Canyon Barry, 14 |  | Parc urbain de la Concorde, Paris Arbitres : Vlad Ghizdareanu, Kim Ga-in |

| 4 août 2024 17 h 30 (UTC+02:00) | Rapport | France                 | 21–12  | Chine         |  | Parc urbain de la Concorde, Paris Arbitres : Jasmina Juras, Vlad Ghizdaeanu |
| 4 août 2024 17 h 30 (UTC+02:00) | Rapport | Dussoulier, Rambaut, 6 | Points | Zhang Ning, 4 |  | Parc urbain de la Concorde, Paris Arbitres : Jasmina Juras, Vlad Ghizdaeanu |

| 4 août 2024 18 h 00 (UTC+02:00) | Rapport | Pologne              | 16–22  | Lettonie          |  | Parc urbain de la Concorde, Paris Arbitres : Brigitta Csabai-Kaskoto, Edmond Ho |
| 4 août 2024 18 h 00 (UTC+02:00) | Rapport | Michał Sokołowski, 6 | Points | Nauris Miezis, 13 |  | Parc urbain de la Concorde, Paris Arbitres : Brigitta Csabai-Kaskoto, Edmond Ho |

| 4 août 2024 18 h 35 (UTC+02:00) | Rapport | Lituanie              | 20–18  | Serbie                |  | Parc urbain de la Concorde, Paris Arbitres : Markos Michaelides, Vlad Ghizdaeanu |
| 4 août 2024 18 h 35 (UTC+02:00) | Rapport | Aurelijus Pukelis, 10 | Points | Dejan Majstorović, 10 |  | Parc urbain de la Concorde, Paris Arbitres : Markos Michaelides, Vlad Ghizdaeanu |

| 4 août 2024 19 h 05 (UTC+02:00) | Rapport | États-Unis               | 6–21   | Pays-Bas           |  | Parc urbain de la Concorde, Paris Arbitres : Edmond Ho, Jasmina Juras |
| 4 août 2024 19 h 05 (UTC+02:00) | Rapport | Barry, Maddox, Travis, 2 | Points | Worthy de Jong, 11 |  | Parc urbain de la Concorde, Paris Arbitres : Edmond Ho, Jasmina Juras |

### Phase finale

#### Tableau
|  | Quarts de finale | Quarts de finale | Quarts de finale                          | Quarts de finale |                                           |                               | Demi-finales                              | Demi-finales                              | Demi-finales                              | Demi-finales                              |                                           |                                           | Finale                                    | Finale                                    | Finale                                    | Finale                                    |
|  |                  |                  |                                           |                  |                                           |                               |                                           |                                           |                                           |                                           |                                           |                                           |                                           |                                           |                                           |                                           |
|  |                  |                  |                                           |                  |                                           |                               | 5 août, Parc urbain de la Concorde, Paris | 5 août, Parc urbain de la Concorde, Paris | 5 août, Parc urbain de la Concorde, Paris | 5 août, Parc urbain de la Concorde, Paris |                                           |                                           | 5 août, Parc urbain de la Concorde, Paris | 5 août, Parc urbain de la Concorde, Paris | 5 août, Parc urbain de la Concorde, Paris | 5 août, Parc urbain de la Concorde, Paris |
|  |                  |                  |                                           |                  |                                           |                               | 5 août, Parc urbain de la Concorde, Paris | 5 août, Parc urbain de la Concorde, Paris | 5 août, Parc urbain de la Concorde, Paris | 5 août, Parc urbain de la Concorde, Paris |                                           |                                           | 5 août, Parc urbain de la Concorde, Paris | 5 août, Parc urbain de la Concorde, Paris | 5 août, Parc urbain de la Concorde, Paris | 5 août, Parc urbain de la Concorde, Paris |
|  |                  |                  |                                           |                  |                                           |                               | 5 août, Parc urbain de la Concorde, Paris | 5 août, Parc urbain de la Concorde, Paris | 5 août, Parc urbain de la Concorde, Paris | 5 août, Parc urbain de la Concorde, Paris |                                           |                                           | 5 août, Parc urbain de la Concorde, Paris | 5 août, Parc urbain de la Concorde, Paris | 5 août, Parc urbain de la Concorde, Paris | 5 août, Parc urbain de la Concorde, Paris |
|  |                  |                  |                                           |                  |                                           |                               | 5 août, Parc urbain de la Concorde, Paris | 5 août, Parc urbain de la Concorde, Paris | 5 août, Parc urbain de la Concorde, Paris | 5 août, Parc urbain de la Concorde, Paris |                                           |                                           | 5 août, Parc urbain de la Concorde, Paris | 5 août, Parc urbain de la Concorde, Paris | 5 août, Parc urbain de la Concorde, Paris | 5 août, Parc urbain de la Concorde, Paris |
|  |                  |                  |                                           |                  |                                           |                               | 5 août, Parc urbain de la Concorde, Paris | 5 août, Parc urbain de la Concorde, Paris | 5 août, Parc urbain de la Concorde, Paris | 5 août, Parc urbain de la Concorde, Paris |                                           |                                           | 5 août, Parc urbain de la Concorde, Paris | 5 août, Parc urbain de la Concorde, Paris | 5 août, Parc urbain de la Concorde, Paris | 5 août, Parc urbain de la Concorde, Paris |
|  | 1er              | Lettonie         | 14                                        | 14               |                                           |                               |                                           |                                           |                                           |                                           |                                           |                                           | 5 août, Parc urbain de la Concorde, Paris | 5 août, Parc urbain de la Concorde, Paris | 5 août, Parc urbain de la Concorde, Paris | 5 août, Parc urbain de la Concorde, Paris |
|  | 1er              | Lettonie         | 14                                        | 14               | 4 août, Parc urbain de la Concorde, Paris |                               |                                           |                                           |                                           |                                           |                                           |                                           | 5 août, Parc urbain de la Concorde, Paris | 5 août, Parc urbain de la Concorde, Paris | 5 août, Parc urbain de la Concorde, Paris | 5 août, Parc urbain de la Concorde, Paris |
|  |                  |                  | 5e                                        | France           | 21                                        | 21                            |                                           |                                           |                                           |                                           |                                           |                                           | 5 août, Parc urbain de la Concorde, Paris | 5 août, Parc urbain de la Concorde, Paris | 5 août, Parc urbain de la Concorde, Paris | 5 août, Parc urbain de la Concorde, Paris |
|  | 4e               | Serbie           | 5e                                        | France           | 21                                        | 21                            | 19                                        | 19                                        |                                           |                                           |                                           |                                           | 5 août, Parc urbain de la Concorde, Paris | 5 août, Parc urbain de la Concorde, Paris | 5 août, Parc urbain de la Concorde, Paris | 5 août, Parc urbain de la Concorde, Paris |
|  | 4e               | Serbie           | 5 août, Parc urbain de la Concorde, Paris |                  |                                           |                               | 19                                        | 19                                        |                                           |                                           |                                           |                                           | 5 août, Parc urbain de la Concorde, Paris | 5 août, Parc urbain de la Concorde, Paris | 5 août, Parc urbain de la Concorde, Paris | 5 août, Parc urbain de la Concorde, Paris |
|  | 5e               | France           | 22                                        | 22               |                                           |                               |                                           |                                           |                                           |                                           |                                           |                                           | 5 août, Parc urbain de la Concorde, Paris | 5 août, Parc urbain de la Concorde, Paris | 5 août, Parc urbain de la Concorde, Paris | 5 août, Parc urbain de la Concorde, Paris |
|  | 5e               | France           | 22                                        | 22               | 5e                                        | France                        | 17ap                                      | 17ap                                      |                                           |                                           |                                           |                                           |                                           |                                           |                                           |                                           |
|  |                  |                  |                                           |                  | 5e                                        | France                        | 17ap                                      | 17ap                                      |                                           |                                           |                                           |                                           |                                           |                                           |                                           |                                           |
|  |                  |                  | 2e                                        | Pays-Bas         | 18                                        | 18                            |                                           |                                           |                                           |                                           |                                           |                                           |                                           |                                           |                                           |                                           |
|  |                  |                  |                                           |                  | 18                                        | 18                            |                                           |                                           |                                           |                                           |                                           |                                           |                                           |                                           |                                           |                                           |
|  |                  |                  |                                           |                  |                                           |                               |                                           |                                           |                                           |                                           |                                           |                                           |                                           |                                           |                                           |                                           |
|  |                  |                  |                                           |                  |                                           |                               |                                           |                                           |                                           |                                           |                                           |                                           |                                           |                                           |                                           |                                           |
|  | 2e               | Pays-Bas         | 20                                        | 20               | Match pour la troisième place             | Match pour la troisième place | Match pour la troisième place             | Match pour la troisième place             |                                           |                                           |                                           |                                           |                                           |                                           |                                           |                                           |
|  | 2e               | Pays-Bas         | 20                                        | 20               | Match pour la troisième place             | Match pour la troisième place | Match pour la troisième place             | Match pour la troisième place             | 4 août, Parc urbain de la Concorde, Paris |                                           |                                           |                                           |                                           |                                           |                                           |                                           |
|  |                  |                  | 3e                                        | Lituanie         | 9                                         | 9                             |                                           |                                           | 5 août, Parc urbain de la Concorde, Paris | 5 août, Parc urbain de la Concorde, Paris | 5 août, Parc urbain de la Concorde, Paris | 5 août, Parc urbain de la Concorde, Paris |                                           |                                           |                                           |                                           |
|  | 3e               | Lituanie         | 3e                                        | Lituanie         | 9                                         | 9                             | 21                                        | 21                                        | 5 août, Parc urbain de la Concorde, Paris | 5 août, Parc urbain de la Concorde, Paris | 5 août, Parc urbain de la Concorde, Paris | 5 août, Parc urbain de la Concorde, Paris |                                           |                                           |                                           |                                           |
|  | 3e               | Lituanie         |                                           |                  |                                           |                               |                                           | 21                                        |                                           |                                           | 1er                                       | Lettonie                                  | 18                                        | 18                                        |                                           |                                           |
|  | 6e               | Pologne          | 15                                        | 15               |                                           |                               |                                           |                                           |                                           |                                           | 1er                                       | Lettonie                                  | 18                                        | 18                                        |                                           |                                           |
|  | 6e               | Pologne          | 15                                        | 15               | 3e                                        | Lituanie                      | 21                                        | 21                                        |                                           |                                           |                                           |                                           |                                           |                                           |                                           |                                           |
|  |                  |                  |                                           |                  |                                           |                               |                                           |                                           |                                           |                                           |                                           |                                           |                                           |                                           |                                           |                                           |

#### Quarts de finale (Play-in)
| 4 août 2024 21 h 30 (UTC+02:00) | Rapport | Lituanie              | 21–15  | Pologne              |  | Parc urbain de la Concorde, Paris Arbitres : Jasmina Juras, Najib Chajiddine |
| 4 août 2024 21 h 30 (UTC+02:00) | Rapport | Vingelis, Džiaugys, 9 | Points | Michał Sokołowski, 7 |  | Parc urbain de la Concorde, Paris Arbitres : Jasmina Juras, Najib Chajiddine |

| 4 août 2024 22 h 05 (UTC+02:00) | Rapport | Serbie                | 19–22  | France           |  | Parc urbain de la Concorde, Paris Arbitres : Vlad Ghizdareanu, Deanna Jackson |
| 4 août 2024 22 h 05 (UTC+02:00) | Rapport | Strahinja Stojačić, 8 | Points | Jules Rambaut, 8 |  | Parc urbain de la Concorde, Paris Arbitres : Vlad Ghizdareanu, Deanna Jackson |

#### Demi-finales
| 5 août 2024 18 h 00 (UTC+02:00) | Rapport | Pays-Bas          | 20–9   | Lituanie             |  | Parc urbain de la Concorde, Paris Arbitres : Markos-Elias Michaelides, Deanna Jackson |
| 5 août 2024 18 h 00 (UTC+02:00) | Rapport | Worthy de Jong, 8 | Points | Aurelijus Pukelis, 4 |  | Parc urbain de la Concorde, Paris Arbitres : Markos-Elias Michaelides, Deanna Jackson |

| 5 août 2024 19 h 00 (UTC+02:00) | Rapport | Lettonie            | 14–21  | France              |  | Parc urbain de la Concorde, Paris Arbitres : Brigitta Csabai-Kaskoto, Edmond Ho |
| 5 août 2024 19 h 00 (UTC+02:00) | Rapport | Kārlis Lasmanis, 11 | Points | Lucas Dussoulier, 9 |  | Parc urbain de la Concorde, Paris Arbitres : Brigitta Csabai-Kaskoto, Edmond Ho |

#### Match pour la troisième place
| 5 août 2024 21 h 30 (UTC+02:00) | Rapport | Lettonie           | 18–21  | Lituanie            |  | parc urbain de la Concorde, Paris |
| 5 août 2024 21 h 30 (UTC+02:00) | Rapport | Kārlis Lasmanis, 9 | Points | Šarūnas Vingelis, 9 |  | parc urbain de la Concorde, Paris |

#### Finale
| 5 août 2024 22 h 30 (UTC+02:00) | Rapport | France                 | 17–18  | Pays-Bas          | ap | parc urbain de la Concorde, Paris |
| 5 août 2024 22 h 30 (UTC+02:00) | Rapport | Dussoulier, Seguela, 5 | Points | Worthy de Jong, 7 | ap | parc urbain de la Concorde, Paris |

## Statistiques et récompenses

### Classements
| Rang                                | Équipe     | J  | V | D | PP  | Moy. | % |
| ----------------------------------- | ---------- | -- | - | - | --- | ---- | - |
| Médaille d'or, Jeux olympiques      | Pays-Bas   | 9  | 7 | 2 | 171 | 19,0 |   |
| Médaille d'argent, Jeux olympiques  | France     | 10 | 5 | 5 | 191 | 19,1 |   |
| Médaille de bronze, Jeux olympiques | Lituanie   | 10 | 6 | 4 | 185 | 18,5 |   |
| 4                                   | Lettonie   | 9  | 7 | 2 | 182 | 20,2 |   |
| 5                                   | Serbie     | 8  | 4 | 4 | 148 | 18,5 |   |
| 6                                   | Pologne    | 8  | 2 | 6 | 131 | 16,4 |   |
| 7                                   | États-Unis | 7  | 2 | 5 | 116 | 16,6 |   |
| 8                                   | Chine      | 7  | 1 | 6 | 107 | 15,3 |   |